# NGC 243
NGC 243 (również PGC 2687) – galaktyka spiralna (S?), znajdująca się w gwiazdozbiorze Andromedy. Odkrył ją Édouard Jean-Marie Stephan 18 października 1881 roku.